# 佐合尚人
佐合 尚人 (さごう なおと、1992年6月19日 - ) は、日本の空手家。2020年東京オリンピック空手代表。

## 経歴
東京都昭島市出身。7歳で空手を始める。御殿場西高校、帝京大学卒業。高栄警備保障所属。2018年、スペインのマドリードで開催された2018年世界空手道選手権で男子組手 -60kg級で銀メダル獲得した  。
2020年東京オリンピックでは日本代表に内定していたが、東京オリンピックが1年延期となったことから世界空手連盟が再選考を実施することを決定。代表内定の取り消し後の再選考で再度五輪出場権を獲得した。
2021年8月5日、東京オリンピック空手競技組手男子67キロ級に出場したが、予選A組で1勝3敗となり、準決勝には進めなかった。

## 競技実績
| 年     | コンペ           | 会場       | ランク | イベント   |
| ------ | ---------------- | ---------- | ------ | ---------- |
| 2018年 | 世界空手道選手権 | マドリード | 2番目  | 組手−60 kg |

## 参考
1. 1 2 3  “予選敗退に涙の佐合尚人、内定一度白紙からの舞台「力は出し切れた」夫人に、周囲に感謝【東京五輪・空手】”. 中日スポーツ 2021年8月5日閲覧。
2. ↑  “TOKYO2020（東京オリンピック）空手競技 男子組手67kg級 日本代表 佐合 尚人 | 公益財団法人 全日本空手道連盟” (2021年5月26日). 2022年1月6日閲覧。
3. ↑  “空手 佐合 尚人”. 東京2020オリンピック | NHK. 2022年1月6日閲覧。
4. ↑  “御殿場西高等学校”. 御殿場西高等学校. 2022年1月6日閲覧。
5. ↑  “佐合 尚人 （さごう なおと）｜空手｜選手プロフィル｜東京2020オリンピック・パラリンピック｜ニュースサイト：時事ドットコム”. 時事ドットコム. 2022年1月6日閲覧。
6. ↑  “2018 World Karate Championships”. SportData. 2020年4月26日時点のオリジナルよりアーカイブ。2020年4月26日閲覧。
7. ↑  “WKF announces first qualified athletes for Tokyo 2020”. WKF.net. (2020年3月18日) 2020年4月18日閲覧。
8. ↑  Shefferd, Neil (2020年3月18日). “World Karate Federation announces first 40 karatekas to have qualified for Tokyo 2020”. InsideTheGames.biz 2020年4月18日閲覧。
9. ↑  “御殿場西高校出身佐合尚人さんの東京2020オリンピック空手代表の再選考が発表されました”.   御殿場市. 2021年8月5日閲覧。
10. ↑  “空手男子で期待の佐合尚人、予選で敗退…組手67キロ級”. 読売新聞 2021年8月5日閲覧。